# Parapediasia cervinellus
Parapediasia cervinellus là một loài bướm đêm trong họ Crambidae.